# Plug in Baby
«Plug in Baby» es una canción de la banda inglesa Muse. Fue lanzada el 5 de marzo de 2001 en el Reino Unido como primer sencillo del disco. La portada del CD, que muestra tres extraterrestres, fue diseñada por Matt Bellamy y por su novia de entonces, Tanya Andrew.
El riff de guitarra de la canción ha sido considerado el mejor riff del siglo XXI y el 13º mejor riff de todos los tiempos por la revista Total Guitar. En 2011, el servicio de música online Spinner lo clasificó como el 46.º mejor riff de guitarra de la historia.
«Plug in Baby» fue el mayor éxito de la banda hasta la fecha, llegando al número 11 en los UK Singles Chart. Se trata de una de las canciones más populares y emblemáticas de la banda, siendo tocada prácticamente en todos los conciertos desde su lanzamiento. En los directos, Bellamy anticipa la canción haciendo ruidos aleatorios con la guitarra, animando al público a que le sigan el juego. En ocasiones, también se le puede ver corriendo por la pasarela, como en el DVD «Muse: Live at Rome Olympic Stadium», o saltando y dando vueltas mientras toca el riff.
La canción aparece en los videojuegos Guitar Hero 5 y Beatstar.

## Composición
La primera versión de «Plug in Baby» la encontramos en una demo de 1997, con una estructura y letra muy diferente, y sin el riff que la caracteriza. La canción se llamaba «Virtual Reality», un concepto muy avanzado para entonces. La banda se encontraba bajo los efectos de setas alucinógenas cuando terminaron de escribir y grabar la canción en el 2001. Por este motivo, el significado real de la canción es desconocido. Se han dado muchas explicaciones vagas a lo largo de los años, como que se trata sobre la pérdida de la individualidad, cuerpos que escapan del espacio, o sobre convertirse en un colectivo vía cables. Algunos fanes argumentan que la canción trata sobre su guitarra, aunque no hay pruebas de ello.
Cuando en 2004 una fan le preguntó directamente por el significado de la canción, Matt respondió: «Ah, mierda. Emm... No me acuerdo ahora. ¿Qué era? Leí un libro, un libro sobre... eh, no sé lo que era. Algo que tenía que ver con, eh... con... robots, eh, no lo sé. No me acuerdo. ¿Qué era? My plug in baby... em, lo siento. No lo sé. No me acuerdo. Lo siento. Es todo random, no tengo ni idea de qué estoy cantando, lo siento. Es como... solamente escribo algunos acordes y, y luego improviso algunas palabras, y luego espero que signifique algo. ¡Significa algo! Créeme. Pero no sé el qué. Soy subjetivo, ¿sabes? Así que no puedo averiguarlo, debes resolverlo tú».
Su compañero de banda, Dominic Howard, trató de poner algo de coherencia en otra entrevista: «la canción habla de poner emoción en algo que no tiene alma (como un oso de peluche o una computadora) y también de cómo sería si pudiéramos crear cachorros genéticamente alterados para nunca envejecer».
En todo caso, las explicaciones sobre el sentido de esta canción han sido tan poco consistentes y tan contradictorias entre sí que se ha dejado la interpretación abierta a la subjetividad de los fanes de la banda.
El propio título de la canción tampoco está claro. Bellamy ha declarado que sacó la idea de un monitor para bebés de un catálogo de Argos, pero en otra ocasión también ha dicho que proviene de un juguete sexual de cuando vivía sobre una sex shop. En todo caso, el título fue escogido «porque sonaba guay», y no guarda ninguna relación con la letra o con su significado.
La canción está escrita en Si menor armónico. El inicio del riff podría haber sido inspirado por la Tocata y fuga en re menor de Johann Sebastian Bach. Esta pieza también influenció "In Your World", y años más tarde «The Handler». Asimismo, Bellamy tocó ocasionalmente esta pieza durante la gira de «Will of the People» antes de «You Make Me Feel Like It's Halloween».

## Lista de canciones

### CD 1
1. “Plug in Baby” - 3:40
2. “Nature_1” - 3:39
3. “Execution Commentary”
4. “Plug in Baby Video” - 3:40

### CD 2
1. “Plug in Baby” - 3:40
2. “Spiral Static” - 4:43
3. “Bedroom Acoustics” - 2:34

### Vinyl 7"
1. “Plug in Baby” - 3:40
2. “Nature_1” - 3:39

### Edición Francesa
1. “Plug in Baby” - 3:40
2. “Nature_1” - 3:39

### Edición Japonesa
1. “Plug in Baby” - 3:40
2. “Nature_1” - 3:39
3. “Execution Commentary” - 2:28
4. “Bedroom Acoustics” - 2:35

### Edición Holandesa
1. “Plug in Baby” - 3:40
2. “Nature_1” - 3:39
3. “Spiral Static” - 4:43
4. “Plug in Baby” - Video

### Edición Alemana
1. “Plug in Baby” - 3:40
2. “Nature_1” - 3:39
3. “Execution Commentary” - 2:28
4. “Spiral Static” - 4:43
5. “Bedroom Acoustics” - 2:35

### Edición Danesa
1. “Plug in Baby” - 3:40
2. “Nature_1” - 3:39
3. “Showbiz (Live)” - 5:23
4. “Bedroom Acoustics” - 2:35